# Vierwerke
Vierwerke bezeichnete im Mittelalter bis in das späte 17. Jahrhundert hinein im Raum Berlin und Brandenburg die vier Handwerkerzünfte Knochenhauer (die späteren Fleischer), Bäcker, Schuhmacher und Gewandschneider (Tuchhändler bzw. die späteren Schneider).

## Nachweis
1. ↑  Beiträge zur Geschichte Berlins: Einige Notizen über das ältere Zunftwesen Berlins., 1608